# 平反
在政治上，平反（英語：Political rehabilitation），指涉及政權的人物、组织或政府在经历了一个不名誉阶段之后恢復名譽，也有沉冤昭雪之意。主要用来指一些權力階層在对某个人或群体进行谴责、批判、劳改、监禁甚至伤害后；由於政權更迭、其立场变化、领导人变更，路线方针变化等原因，恢复受害者自由、名誉；推翻之前的结论。平反本身不包括道歉或赔偿，但可能是道歉或赔偿的先兆。
在法律上，平反（英語：overturned conviction）是指法院推翻原有审判；或加重罰則，或减刑或无罪释放。

## 平反例子
- 防風氏因治洪延誤集會，被大禹處死；後平反。
- 明憲宗於天順八年（1464年）登基後遂改稱見濡。憲宗寬仁英明，即位之初就為于謙平冤昭雪，當時曾有大臣追論景泰廢立事往，憲宗切責說：「景泰事已往，朕不介意，且非臣下所當言。」另䆁放了浣衣局婦女和願歸宮人，又恢復明景帝帝號。
- 苏联政權在斯大林去世后，继任第一书记的赫鲁晓夫开始进行去斯大林化运动，释放政治犯，并为大清洗中的受难者平反和恢复名誉。
- 戈爾巴喬夫提出了改革司法制度和建立法治國家的任務。在法治和無罪推定原則指導下，1987年9月蘇共中央政治局建立了一個委員會重審歷史案件。在一年半的時間裡，委員會為約100萬公民平反。其中意義深遠的是，斯大林的政治反對派（布哈林、季諾維也夫、加米涅夫和托洛茨基等人）的幾十年沉冤得到了平反昭雪。赫魯曉夫也得到了部分平反，1989年首次發表了赫魯曉夫在20大上所作的「秘密報告」。一些在勃列日涅夫時期被剝奪了蘇聯國籍的持不同政見者和人權活動分子被恢復了國籍，著名物理學家薩哈羅夫從流放地回到了莫斯科。
- 中华人民共和国在文化大革命结束后的1978-1985年，在胡耀邦領導下进行平反冤假错案工作，约300万名中国共产党干部被平反，其中47万人被恢复党籍，包括受迫害致死的原国家主席刘少奇等领导人。
- 對於文藝復興時期的科學家因為其科學理論與天主教教義相違背，當時的羅馬教廷政權以禁止出版著作、囚禁甚至死刑等方式將其迫害，後來獲平反並推翻教廷自身判決；如意大利科學家伽里略等。
- 南非前總統曼德拉在1964年種族隔離時期為爭取黑人政治地位而坐牢，至1990年被無條件釋放，釋放時也代表種族隔離時期的過去。
- 「疫情吹哨人」李文亮在其死後，2020年3月19日晚8時，武漢市公安局在微博發布情況通報，決定撤銷對李文亮醫生的訓誡書，並就此錯誤向當事人家屬鄭重道歉，對相關責任人進行了處理。